# Американський Ренесанс

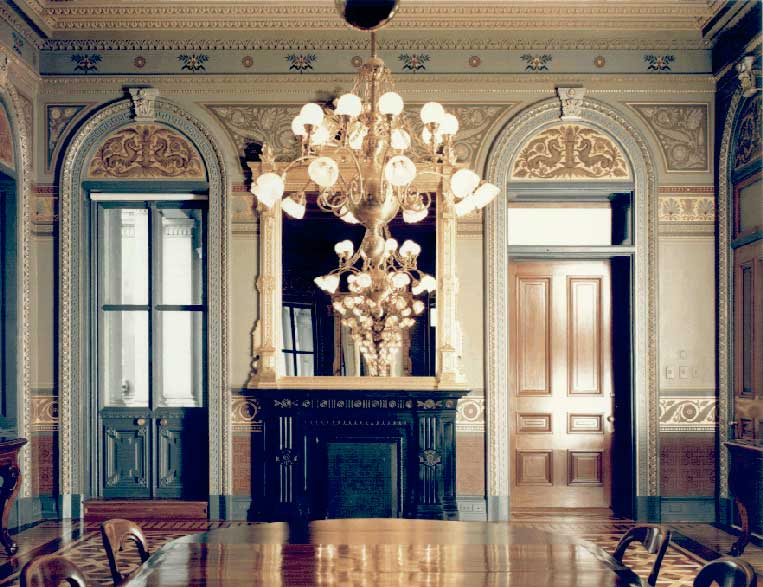
Позолочений трафарет на оливково-зеленій підлозі в офісі міністра військово-морських сил у будівлі виконавчого офісу Ейзенхауера у Вашингтоні, округ Колумбія,1879 рік, що відображає мистецтво американського Відродження.

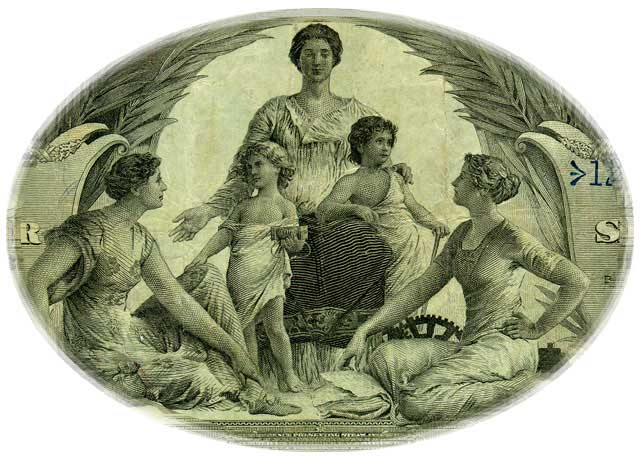
Центральна віньєтка купюри номіналом 2 долари США, з книги Едвіна Блешфілда « Science presents Steam and Electricity to Commerce and Manufacturing», опублікована в 1896 році.

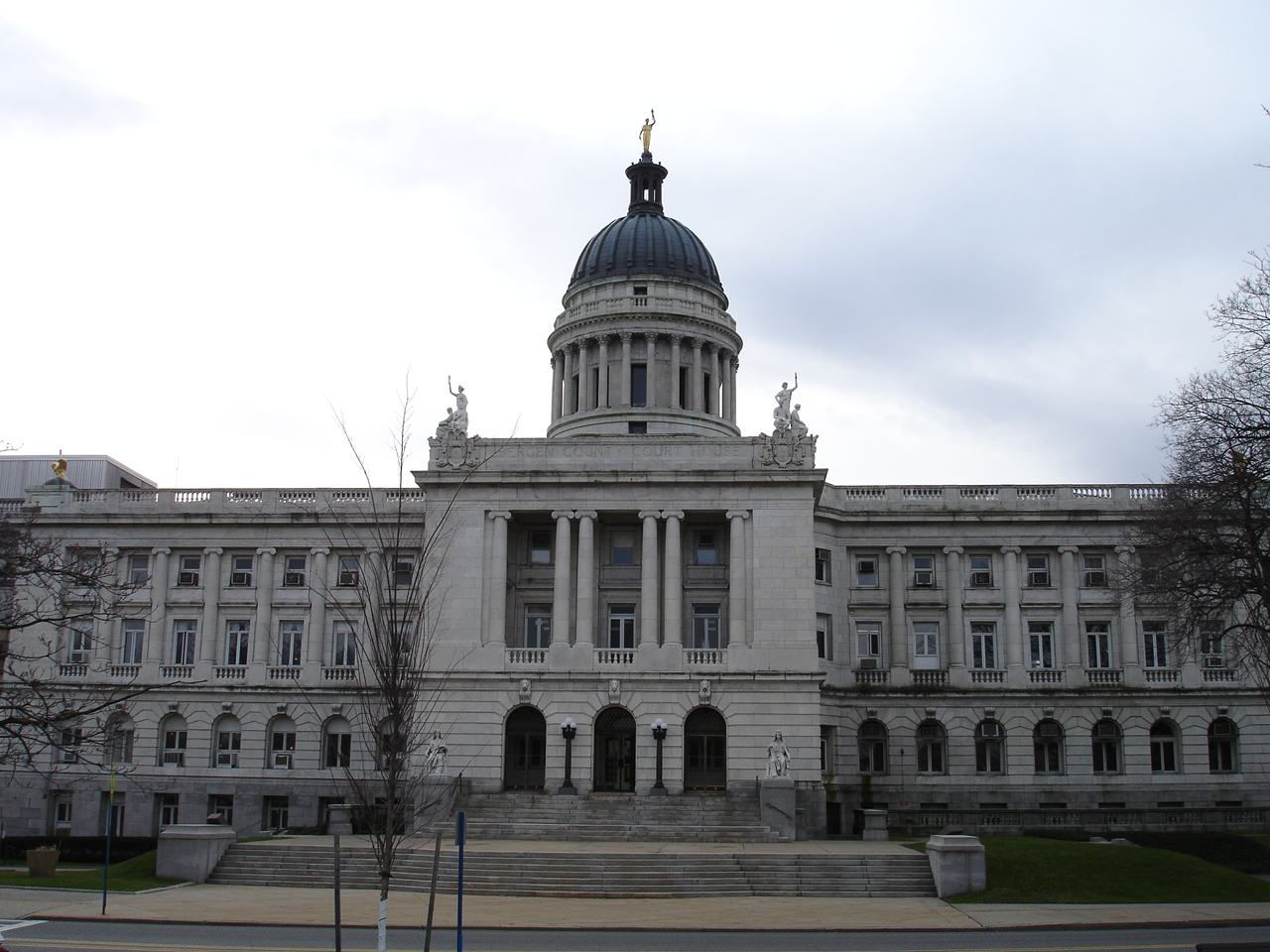
Будинок суду округу Берген у Хакенсаку, Нью-Джерсі, спроектований у стилі американського Відродження

Американський Ренесанс, або Американське Відродження — період американської архітектури та мистецтва з 1876 по 1917 роки, який характеризувався посиленням національної самосвідомості та відчуттям того, що Сполучені Штати є спадкоємцями грецької демократії, римського права та гуманізму епохи Відродження. Ця епоха охоплює період між Столітньою виставкою (святкування 100-річчя підписання Декларації незалежності) та вступом Сполучених Штатів у Першу світову війну.

## Характеристики
У період американського Відродження занепокоєність Сполучених Штатів національною ідентичністю (або новий націоналізм) виражалася модернізмом і технологічним розвитком, а також академічним класицизмом . США виразили нову самосвідомість у розвитку нових технологій, таких як сталеві троси Бруклінського мосту в Нью-Йорку . Віднайшли свої культурні витоки в будівлях Школи прерій, в архітектурі та скульптурі Beaux-Arts, у русі «Місто Красиве» та у створенні Американської імперії. Американці відчували, що їхня цивілізація є унікальною і досягла культурного повноліття. Політично та економічно ця епоха збігається з Позолоченим віком і Новим імперіалізмом.
Класична архітектура Всесвітньої колумбійської виставки в Чикаго, штат Іллінойс, у 1893 році вразила Генрі Адамса, який писав, що люди «колись будуть говорити про Ханта та Річардсона, Ла Фаржа та Сен-Годенса, Бернема та Маккіма та Стенфорда Вайта, коли політики та мільйонери будуть цілком забуті».
На куполі читацької зали нової Бібліотеки Конгресу фрески Едвіна Блешфілда були присвячені темі «Еволюція цивілізації».
Виставка «Американське Відродження: 1876—1917» у Бруклінському музеї 1979 року сприяла появі нового інтересу до цього періоду.

## Значущі приклади
- Будівля суду округу Куяхога (1906—1912): екстер'єр включає скульптури Карла Біттера, Даніеля Честера Френча, Герберта Адамса, Ісідора Конті та Германа Матцена, а інтер'єр — фрески Френка Бренґвіна, Вайолет Оклі, Чарльза Ярдлі Тернера, Макса Бома та Фредеріка. Вілсон. Вітраж був створений Фредеріком Вілсоном і Чарльзом Швайнфуртом.[4]
- Ратуша Сан-Франциско (завершена в 1915 році): спроектована Артуром Брауном-молодшим, який також спроектував кілька інших будівель у Сан-Франциско, включаючи Військовий меморіальний оперний театр Сан-Франциско, Будинок ветеранів, синагогу Еманюель, вежу Койт та будівлю 50 United Nations Plaza.